# Jesús María Arruti

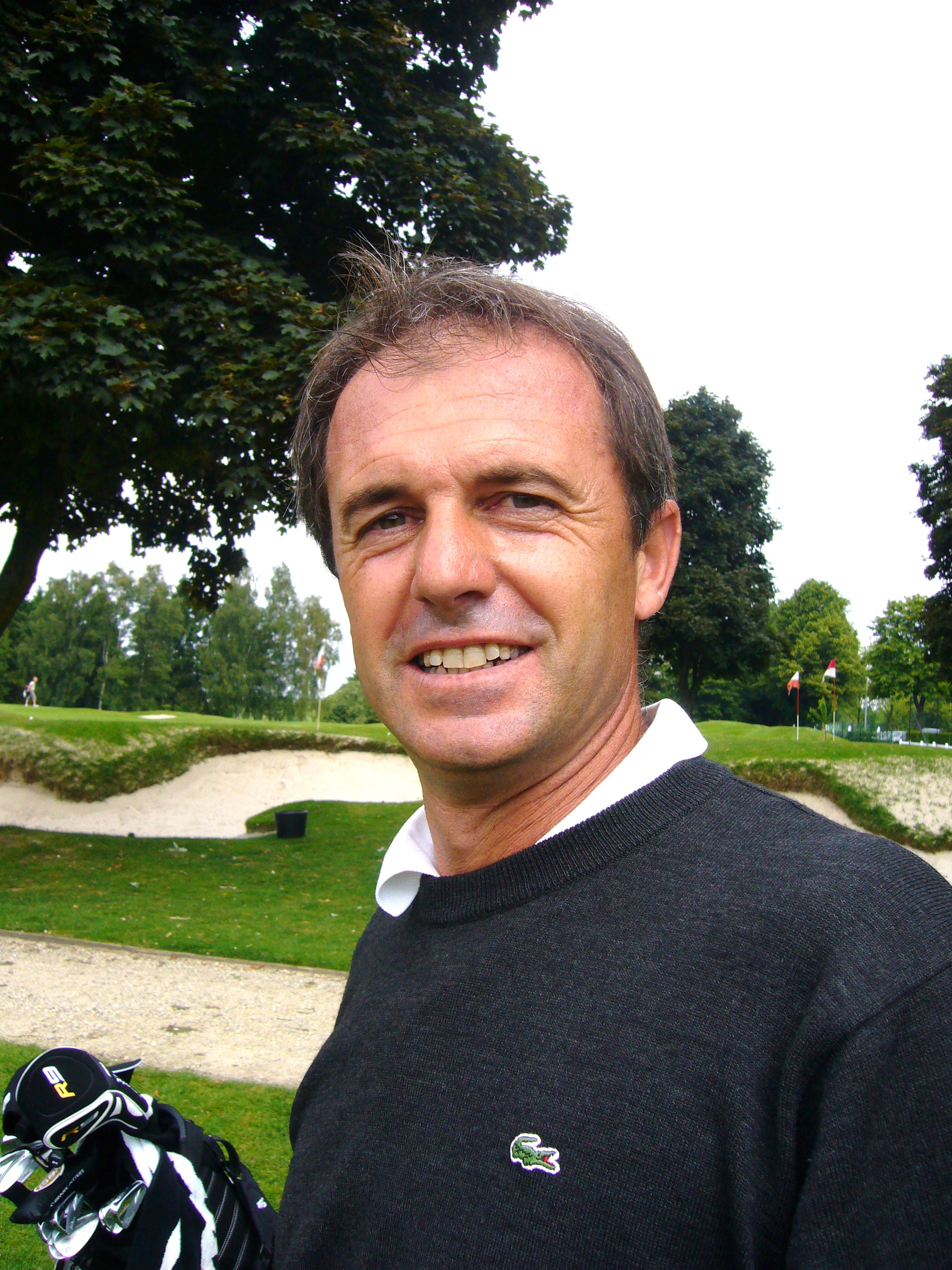
Jesús María Arruti op Waterloo, 2009

Jesús Maria Arruti (San Sebastian, 24 februari 1969) is een Spaanse golfprofessional.
Arruti's vader, die ook Jesús Arruti heet, begon als caddie op de Club de Golf de Lasarte, leerde golf van John Jacobs en werd ten slotte nationale coach. Diens tweelingbroer werd ook golfleraar.
In 1985 wint Arruti het Spaans amateurkampioenschap. In 1988 speelt hij de Eisenhower Trophy. Hij speelde vaak in het buitenland met tijdgenoten als Ignacio Garrido en José María Olazabal.

## Professional
In 1989 wordt hij professional. Hij had als amateur een scratch handicap. De eerste jaren had hij een spelerskaart voor de Challenge Tour en speelde hij de Peugeot Tour in Spanje, waar hij in 2001 en 2003 een overwinning behaalde. Hij bezocht van 1989 t/m 2007 de Tourschool en behaalde 5x zijn tourkaart, de laatste keer was voor 2007. Dat werd ook zijn beste jaar op de Europese Tour, hij speelde toen ook op het KLM Open op de Kennemer. 

### Gewonnen
- 1992: Pro 2000 - Omnium Bayer
- 2007: Modena Classic Open

Peugeot Tour
- 2001: RCG El Prat
- 2003: Dobles APG

## Trivia
- Arruti's nichtjes Amaya en Marina, dochters van zijn vaders tweelingbroer, spelen op de Ladies European Tour. Amaya speel soms ook op de Amerikaanse Tour.
- Hij geeft les op de Real Club de Golf San Sebastián, de baan waar Olazábal opgroeide.
- Arruti woont in Guipuzcoa met zijn vrouw Ana en hun kinderen Jon (2004) en Irene (2008).